# Tamta dziewczyna (album)
Tamta dziewczyna – trzeci album studyjny polskiej piosenkarki Sylwii Grzeszczak. Wydawnictwo ukazało się 25 listopada 2016 nakładem wytwórni muzycznej Pomaton w dystrybucji Warner Music Poland. 
Album zadebiutował na 3. miejscu polskiej listy sprzedaży – OLiS. Wydawnictwo uzyskało status podwójnej platynowej płyty, przekraczając liczbę 60 tysięcy sprzedanych kopii.
Nagrania były promowane teledyskami do utworów „Tamta dziewczyna” i „Bezdroża” z gościnnym udziałem piosenkarza Mateusza Ziółko. Utwór „Czy to nie jest piękne?” napisała z myślą o aktorce Annie Przybylskiej w Gdyni w dniu jej pogrzebu 9 października 2014.

## Lista utworów
| Tamta dziewczyna – Wersja standardowa | Tamta dziewczyna – Wersja standardowa           | Tamta dziewczyna – Wersja standardowa | Tamta dziewczyna – Wersja standardowa | Tamta dziewczyna – Wersja standardowa |
| Nr                                    | Tytuł utworu                                    | Słowa                                 | Muzyka                                | Długość                               |
| ------------------------------------- | ----------------------------------------------- | ------------------------------------- | ------------------------------------- | ------------------------------------- |
| 1.                                    | „All for You”                                   | Marcin Piotrowski, Tomasz Moczerniuk  | Sylwia Grzeszczak                     | 2:40                                  |
| 2.                                    | „Tamta dziewczyna”                              | Marcin Piotrowski                     | Sylwia Grzeszczak                     | 2:55                                  |
| 3.                                    | „California”                                    | Marcin Piotrowski                     | Sylwia Grzeszczak                     | 3:26                                  |
| 4.                                    | „Dla dorosłych” (gościnnie: Grzegorz Skawiński) | Marcin Piotrowski                     | Sylwia Grzeszczak                     | 3:07                                  |
| 5.                                    | „Jesień”                                        | Marcin Piotrowski                     | Sylwia Grzeszczak                     | 3:25                                  |
| 6.                                    | „Kumple”                                        | Marcin Piotrowski                     | Sylwia Grzeszczak                     | 3:15                                  |
| 7.                                    | „Ocieplenie”                                    | Marcin Piotrowski                     | Sylwia Grzeszczak                     | 2:16                                  |
| 8.                                    | „Żyj na medal”                                  | Marcin Piotrowski                     | Sylwia Grzeszczak                     | 2:44                                  |
| 9.                                    | „Bezdroża” (gościnnie: Mateusz Ziółko)          | Marcin Piotrowski                     | Sylwia Grzeszczak                     | 3:42                                  |
| 10.                                   | „Czy to nie jest piękne?”                       | Marcin Piotrowski, Wojciech Byrski    | Sylwia Grzeszczak                     | 4:37                                  |
|                                       |                                                 |                                       |                                       | 32:07                                 |

| Tamta dziewczyna – Wersja specjalna | Tamta dziewczyna – Wersja specjalna                              | Tamta dziewczyna – Wersja specjalna  | Tamta dziewczyna – Wersja specjalna | Tamta dziewczyna – Wersja specjalna |
| Nr                                  | Tytuł utworu                                                     | Słowa                                | Muzyka                              | Długość                             |
| ----------------------------------- | ---------------------------------------------------------------- | ------------------------------------ | ----------------------------------- | ----------------------------------- |
| 1.                                  | „All for You”                                                    | Marcin Piotrowski, Tomasz Moczerniuk | Sylwia Grzeszczak                   | 2:40                                |
| 2.                                  | „Tamta dziewczyna”                                               | Marcin Piotrowski                    | Sylwia Grzeszczak                   | 2:55                                |
| 3.                                  | „California”                                                     | Marcin Piotrowski                    | Sylwia Grzeszczak                   | 3:26                                |
| 4.                                  | „Dla dorosłych” (gościnnie: Grzegorz Skawiński)                  | Marcin Piotrowski                    | Sylwia Grzeszczak                   | 3:07                                |
| 5.                                  | „Jesień”                                                         | Marcin Piotrowski                    | Sylwia Grzeszczak                   | 3:25                                |
| 6.                                  | „Kumple”                                                         | Marcin Piotrowski                    | Sylwia Grzeszczak                   | 3:15                                |
| 7.                                  | „Ocieplenie”                                                     | Marcin Piotrowski                    | Sylwia Grzeszczak                   | 2:16                                |
| 8.                                  | „Żyj na medal”                                                   | Marcin Piotrowski                    | Sylwia Grzeszczak                   | 2:44                                |
| 9.                                  | „Bezdroża” (gościnnie: Mateusz Ziółko)                           | Marcin Piotrowski                    | Sylwia Grzeszczak                   | 3:42                                |
| 10.                                 | „Czy to nie jest piękne?”                                        | Marcin Piotrowski, Wojciech Byrski   | Sylwia Grzeszczak                   | 4:37                                |
| 11.                                 | „Crimes”                                                         | Marcin Piotrowski, Tomasz Moczerniuk | Sylwia Grzeszczak                   | 3:30                                |
| 12.                                 | „Kiedy tylko spojrzę” (gościnnie: Sound’n’Grace; wersja radiowa) | Marcin Piotrowski, Tomasz Moczerniuk | Sylwia Grzeszczak                   | 3:26                                |
|                                     |                                                                  |                                      |                                     | 39:03                               |

## Twórcy
Opracowano na podstawie materiału źródłowego.
| - Sylwia Grzeszczak – instrumenty klawiszowe, aranżacje, wokal prowadzący - Bogumił Romanowski, Adam Kram – instrumenty perkusyjne - Viktor Rakonczai – produkcja muzyczna, miksowanie, mastering - Arkadiusz Namysłowski – inżynieria dźwięku, miksowanie - Kuba Mańkowski – realizacja nagrań, inżynieria dźwięku, gitara - Łukasz Kumański – realizacja nagrań - Ostro, Katarzyna Kossowska – oprawa graficzna - Robert Wolański – zdjęcia - Mateusz Ziółko – wokal wspierający - Grzegorz Skawiński – gitara |  | - Jacek Rychły, Marcin Malinowski, Krystian Musiał, Kuba Juchniewicz, Jakub Mańkowski, Norbert Tomczak – inżynieria dźwięku - Sinfonietta Consonus: - Judyta Sawicka, Karolina Gutowska, Katarzyna Libront, Klaudia Kowacz, Martyna Kopiec, Paula Abdulla, Emilia Chyła,Gabriela Żmigrodzka, Magdalena Szczypińska, Tomasz Chyła, Tomasz Kaczor – skrzypce - Anna Adamczuk, Ewelina Bronk-Młyńska, Krzysztof Jakub Szwarc, Maciej Rogoziński – altówka - Alicja Różycka, Katarzyna Kamińska, Weronika Kulpa – wiolonczela - Małgorzata Jaśkiewicz – obój - Michał Mierzejewski – aranżacje, dyrygent - Damian Wdziękoński – kontrabas |

## Pozycja na liście sprzedaży
| Kraj   | Lista (2016)              | Najwyższa pozycja |
| ------ | ------------------------- | ----------------- |
| Polska | Oficjalna Lista Sprzedaży | 3                 |

| Kraj   | Lista (2016)              | Pozycja |
| ------ | ------------------------- | ------- |
| Polska | Oficjalna Lista Sprzedaży | 17      |
| Kraj   | Lista (2017)              | Pozycja |
| Polska | Oficjalna Lista Sprzedaży | 32      |

## Certyfikat
| Kraj          | Certyfikat         | Sprzedaż |
| ------------- | ------------------ | -------- |
| Polska (ZPAV) | 2× platynowa płyta | 60 000+  |